# Gabriela Ruivo Trindade
Gabriela Ruivo Trindade (* 1970 in Lissabon) ist eine Schriftstellerin aus Portugal. Sie lebt in London.

## Leben
Trindade wurde in Lissabon geboren, ihre Eltern kamen jedoch beide aus der Stadt Estremoz in der Region Alentejo. Bereits als Schülerin begann sie, kleine Geschichten zu schreiben.
Später studierte sie Psychologie an der Universität Lissabon, mit Abschluss 1996. Bis 1999 arbeitete sie danach als Psychologin, u. a. in der beruflichen Fortbildung.
2004 ging sie nach London.
Trindade begann, ihre Vielzahl an Texten in mehreren eigenen Blogs zu veröffentlichen, die sie bis heute führt. Diese Texte blieben danach unveröffentlicht, die einzigen beiden Ausnahmen sind die Erzählung Juba, die beim Online-Verlag Letrário erschien, und der Text Uma Mulher de Palavra, den die Wochenzeitung Região de Leiria 2011 veröffentlichte und prämierte.
Im Jahr 2008 begann sie die Arbeit an ihrem ersten Roman. Die Idee dazu kam ihr aus der Geschichte eines Ur-Ur-Großonkels, die ihre Großmutter ihr häufig erzählte. Nach drei Jahren Arbeit an dem Werk sandte sie es an einen ersten Verlag, der es ablehnte. Jedoch enthielt die Ablehnung auch Ermunterung und eine fundierte Kritik, so dass sie den Roman entsprechend kürzte und überarbeitete.
2013 gewann sie mit dem Roman Uma Outra Voz (dt. etwa: Eine andere Stimme) den Prémio LeYa, den höchstdotierten Literaturpreis in der portugiesischsprachigen Welt für ein literarisches Werk. Der Roman erzählt die Geschichte einer Familie aus Estremoz vom 19. Jahrhundert bis heute und hat die portugiesische Auswanderung nach Afrika lange vor der Zeit des Portugiesischen Kolonialkriegs zum Hauptthema. Der fiktive Text verbindet sich dabei mit tatsächlichen Fotografien ihres Großonkels aus Estremoz, der in den 1930er Jahren auf eine Kaffeeplantage in die Portugiesische Kolonie von Angola gegangen war. Zum Zeitpunkt der Verleihung des mit 100.000 Euro dotierten Preises war die Autorin ohne Beschäftigung.
Das Verlagshaus LeYa veröffentlichte den Roman im April 2014. Das Werk gewann 2015 auch den Preis des portugiesischen PEN-Clubs für ein Erstlingswerk (primeira obra – ex-aequo).
2016 erschien im Verlag Don Quixote ihr Kinderbuch A Vaca Leitora (dt. etwa: Die lesende Kuh). Im gleichen Jahr erschien im deutsch-portugiesischen Oxalá-Verlag in Dortmund eines ihrer Gedichte in der Poesiesammlung I. Antologia de Poetas da Diáspora, einer Zusammenstellung von Lyrik aus der portugiesischen Diaspora.
Trindade ist verheiratet und hat zwei Kinder. Sie lebt in London, wo sie den Online-Buchhandel Miúda Children´s Books führt, mit Schwerpunkt auf portugiesischsprachiger Kinder- und Jugendliteratur.

## Auszeichnungen
- 2013: Prémio LeYa für Uma Outra Voz
- 2015: Erstlingspreis des PEN-Clubs Portugal für Uma Outra Voz

## Werke
- 2014: Uma Outra Voz
- 2016: A Vaca Leitora